# Atwood (Illinois)
Atwood è un villaggio degli Stati Uniti d'America, situato nello Stato dell'Illinois, diviso tra la contea di Piatt e la contea di Douglas.